# 質量分析法

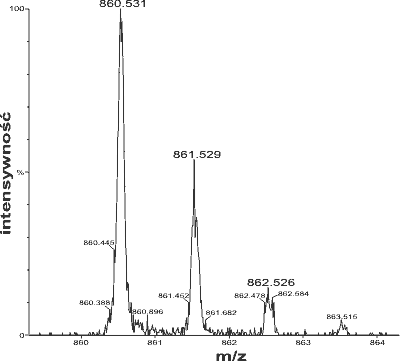
マススペクトルの一例。横軸がm/z、縦軸が相対イオン強度である。

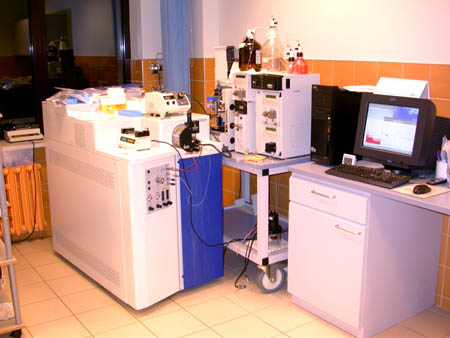
質量分析計の一例。

質量分析法（しつりょうぶんせきほう、英: mass spectrometry、略称: MS) とは、分子をイオン化し、そのm/zを測定することによってイオンや分子の質量を測定する分析法である。日本語では「MS」とかいて慣用的に「マス」と読むことも多いが、日本質量分析学会では国際的に通じる読み方である「エムエス」を推奨している。

## 原理
高電圧をかけた真空中で試料をイオン化すると、静電力によって試料は装置内を飛行する。飛行しているイオンを電気的・磁気的な作用等により質量電荷比に応じて分離し、その後それぞれを検出することで、m/zを横軸、検出強度を縦軸とするマススペクトルを得ることができる。
質量分析では、試料分子が正または負の電荷を1つだけ持ったイオンの他、2価以上に荷電した多価イオン、イオン化の過程、あるいは装置を飛行中に解離したイオン（フラグメントイオン、かつては娘イオンとも呼ばれたが現在この呼称は推奨されない）、あるいは試料同士が会合した会合イオンなどが生成する。また、通常では分子は同位体を含んでおり、それぞれのピークはこれに由来する分子固有の分布をもって現れる。
マススペクトルはこれらの情報が全て含まれているため、場合によってはかなり複雑なスペクトルとなる。したがって、未知物質のマススペクトルを帰属することは容易ではない。
逆に、この豊富な情報量は、既知物質の同定や未知物質の構造決定にはきわめて強力な手段となるため、有機化学や生化学の分野で非常に多用され、また重要な分析法となっている。

## 歴史
1886年、オイゲン・ゴルトシュタインは、低圧力下でのガス放電において、陽極（アノード）から穴のあいた陰極（カソード）のチャネルを通って離れていく線を観察した。これは陰極（カソード）から陽極（アノード）へ移動する負に荷電した陰極線と逆方向である。ゴルトシュタインは、これらの正に荷電した陽極線を「Kanalstrahlen」（カナル線）と呼んだ。ヴィルヘルム・ヴィーンは、強力な電場あるいは磁場がカナル線を偏向させることを発見し、1899年、陽極線を質量電荷比 (Q/m) に応じて分離させる平行電場および磁場を持つ装置を組み立てた。ヴィーンは質量電荷比が放電管内のガスの性質に依存することを発見した。イングランドの科学者J・J・トムソンは後にヴィーンの仕事を改良し、圧力を減らすことで質量スペクトルグラフを作り出した。
質量分析法の現代的な技法のいくつかはアーサー・ジェフリー・デンプスターおよびF・W・アストンによってそれぞれ1918年および1919年に考案された。1989年のノーベル物理学賞は1950年代および1960年代のイオントラップ法の開発の業績によって、ハンス・デーメルトおよびヴォルフガング・パウルが受賞した。2002年のノーベル化学賞は、エレクトロスプレーイオン化 (ESI) 法の開発の業績によってジョン・フェン、ソフトレーザー脱離法 (SLD) の開発によって田中耕一が受賞した。

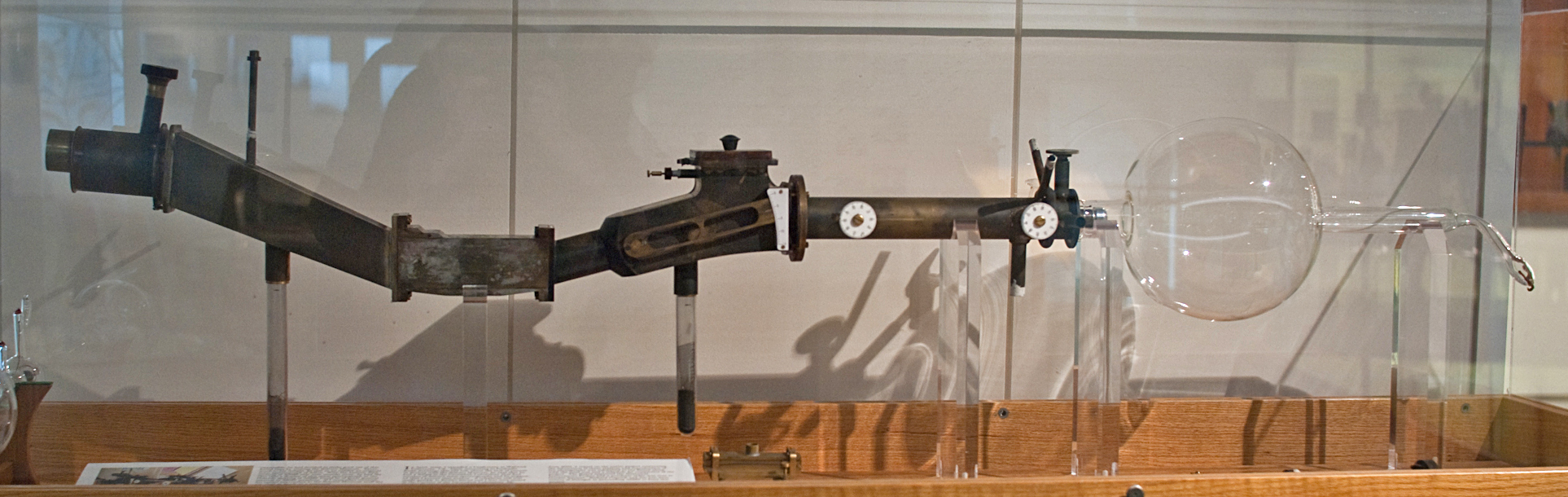
初期の(J・J・トムソンの３台目の)質量分析計のレプリカ

## 装置構成

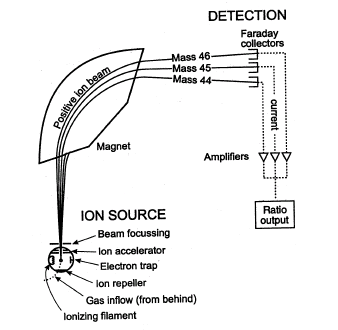
質量分析器の模式図。試料導入部およびイオン源（左下）、分析部（左上、磁場偏向型）、イオン検出部（右上）、データ処理部（右中）からなる。

質量分析のための機器を質量分析装置と呼び、質量分析計と質量分析器がある。試料導入部、イオン源、分析部、イオン検出部そしてデータ処理部から構成される。
- 巨大な質量分析計の例。
- コンパクトな質量分析計の例。

### 試料導入部
試料を装置内に導入する部位。
試料が気体または揮発性物質であるか、あるいは液体、固体もしくは非揮発性物質であるかにより導入法は異なる。
また、質量分析計を高速液体クロマトグラフィー(HPLC)や ガスクロマトグラフィー(GC)、キャピラリー電気泳動(CE)に直結し、移動相を導入することも可能である(それぞれ LC/MS (エルシーエムエスまたはエルシーマス)および GC/MS (ジーシーエムエスまたはジーシーマス)、CE-MS(シーイーエムエスまたはシーイーマス)と略称される)。
処理効率が問題となる場合には、試料導入をオートメーション化するためにオートサンプラーと組み合わせることもある。

### イオン源

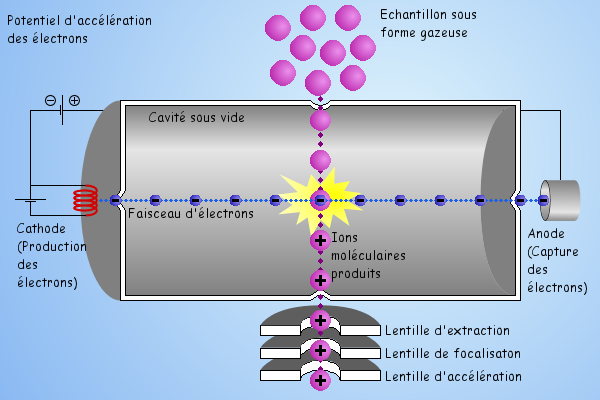
電子イオン化法（EI法）

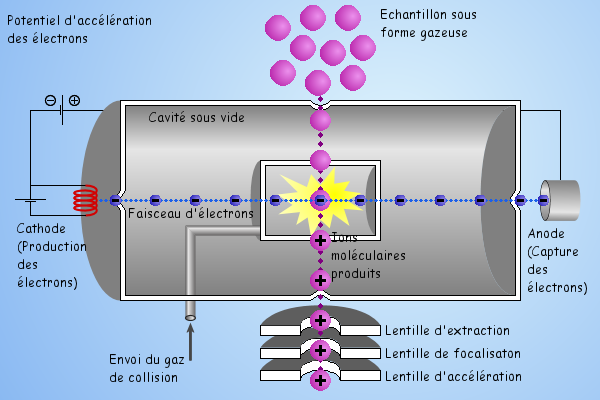
化学イオン化法（CI法）

マトリックス支援レーザー脱離イオン化法（MALDI法）

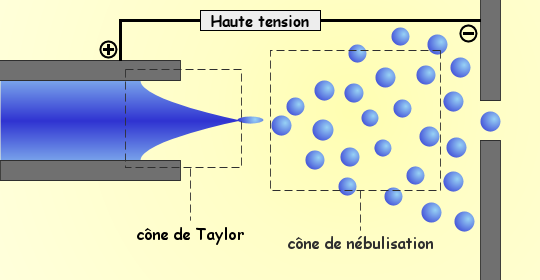
エレクトロスプレーイオン化法（ESI法）

試料物質に何らかの作用を行って電荷を持たせる部位。目的に応じて、EI法、CI法、FD法、FAB法、MALDI法、ESI法など、様々な手法が開発されている。
EI（Electron Ionization、電子イオン化）法
試料分子、あるいは原子に熱したフィラメントから放出される熱電子を衝突させることでイオン化する方法。主に1価の正イオンが生成するが、多価イオンの生成も確認される。最も簡単なため気体試料のイオン化法として広く普及しているが、試料がフラグメンテーションしやすいため得られるマススペクトルは複雑になる。適用できる分子量範囲は1～1000程。
CI（Chemical Ionization、化学イオン化）法
何らかのガス（メタンなど）を予めEI法でイオン化しておき、ここに気体試料を導入することで試料分子と予めイオン化したガス分子の間で電荷交換反応を起こし、イオン化する方法。EI法にくらべてフラグメンテーションが起こりにくい。
FD（Field Desorption、電界脱離）法
試料をひげ状電極（ウィスカー）に塗布し、これを加熱して電圧をかけることで電極先端近傍に高電場を生じさせ、トンネル効果を利用してイオン化する。フラグメントが起こりにくいが、試料は揮発性があるものに限られる。
FAB（Fast Atom Bombardment、高速原子衝撃）法
試料をマトリックス（グリセリンなど）に混ぜ、ここに高速で中性原子（Ar, Xeなど）を衝突させることでイオン化する方法。試料を気化する必要が無いため、広範囲の物質に使用できる。適用できる分子量範囲は500～5000程。
MALDI（Matrix Assisted Laser Desorption Ionization、マトリックス支援レーザー脱離イオン化）法
試料をマトリックス（芳香族有機化合物など）中に混ぜて結晶を作り、これにレーザーを照射することでイオン化する方法である。タンパク質などの高分子化合物であっても安定にイオン化することができる。適用できる分子量範囲は1～1000000程。
ESI（ElectroSpray Ionization、エレクトロスプレーイオン化）法
主にLC/MSにて使用されるイオン化方法であり、大気圧イオン化 (API) 法の一種である。試料を溶媒に溶かして高電圧をかけたキャピラリーに導入・噴霧し帯電液滴を形成させ、更にここから溶媒分子を蒸発させることで液滴表面の電荷が表面張力に打ち勝ち液滴が分裂する。これを繰り返していき、最終的にイオンを生成する方法である。MALDI と同じく、高分子量化合物のイオン化に特に優れた特性（多価イオンを生じやすい）を示す。キャピラリーをヒーターにより加熱し噴霧するAPCI法とは異なるが、市販の装置ではイオン化部の交換のみで本体は共用できる場合が多い。もっともソフトなイオン化法の1つである。適用できる分子量範囲は200～1000000程。
APCI（Atomospheric Pressure Cheimcal Ionization、大気圧化学イオン化）法
主にLC/MSにて使用されるイオン化方法。400～500℃の高温加熱によって試料溶液を強制的に気化させた後、コロナニードルの放電を利用してイオンを生成させる方法である。その名が示すように大気圧下でのCIであり、気化した溶媒が反応ガスの役割をする。ESIよりはハードなイオン化法で、フラグメントイオンが若干生成する。低極性～中極性の化合物すなわち順相クロマトグラフィーでの分離が適用されるような化合物のイオン化に適している。
ICP（Inductively Coupled Plasma、誘導結合プラズマ）
気体に高電圧をかけることによってプラズマ化させ、さらに高周波数の変動磁場によってそのプラズマ内部に渦電流によるジュール熱を発生させることによって得られる高温のプラズマをイオン化法として利用する。金属単体の分析に使用。
他にも、ペニングイオン化を利用したDART法や、気相試料にリチウムイオンを付着させるイオン付着法 (IA) などの方法が考案されている。

### 分析部

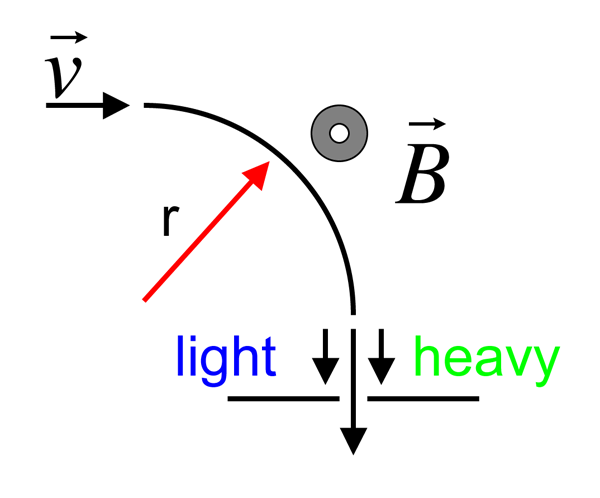
磁場セクター型

二重収束型

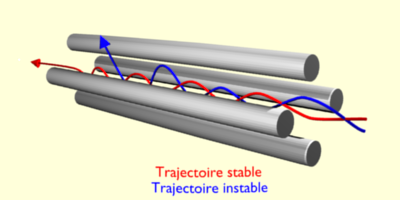
四重極型

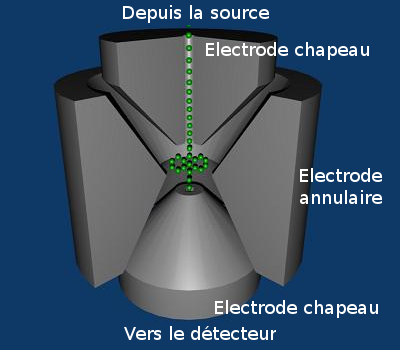
イオントラップ型

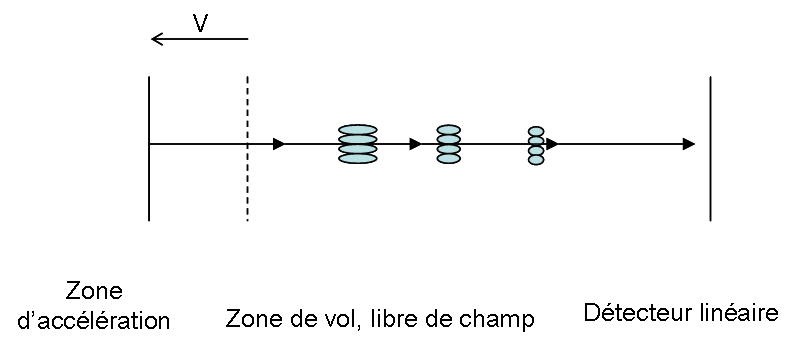
飛行時間型

イオン化された試料を分離する部位であり、m/zの近いピークを区別する能力（質量分解能）と測定可能質量範囲の二つの要素が重要である。要求される特性によって、磁場偏向型、四重極型、イオントラップ型、飛行時間型、フーリエ変換イオンサイクロトロン共鳴型などの方法が使い分けられる。
磁場セクター型 (Magnetic Sector)
イオンを磁場中に通し、その際に受けるローレンツ力による飛行経路の変化を利用する分析法である。二重収束型は磁場セクターと電場セクターを組み合わせて、イオンの速度収束と方向収束の両方を行わせるようにした質量分析計で、質量分解能が高い。十分な正確さでmDa以下の計測値が得られるため、精密質量測定が可能。
四重極型 (Quadrupole, Q)
イオンを4本の電極内に通し、電極に高周波電圧を印加することで試料に摂動をかけ、目的とするイオンのみを通過させる分析法である。測定可能な質量範囲はm/z 4000程度まで。イオンビームが通過中に電圧を変化させることで通過できるイオンのm/zが変化し、マススペクトルを得ることができる。小型で比較的安価であり、また高速走査ができるためLC/MSなどに適している。一方、質量走査範囲が狭く、測定元素への干渉を引き起こし分解能もあまり良くないのが欠点である。
イオントラップ型 (Ion Trap, IT)
イオンを電極からなるトラップ室に保持し、この電位を変化させることで選択的にイオンを放出することで分離を行う。比較的安価で分解能も高いが、定量性の低さが欠点である。
飛行時間型 (Time-of-Flight, TOF)
イオン化した試料をパルス的に加速し、検出器に到達するまでの時間差を検出する。すなわち、イオンが受け取るエネルギーは電荷量が等しければ一定であるため、m/zが大きいものほど飛行速度が遅くなり、検出器に到達するまで時間がかかる。この時間差を検出することで質量を割り出すことができる。原理上測定可能な質量範囲に制限がなく、また高感度である。
フーリエ変換イオンサイクロトロン共鳴型 (Fourier-Transform Ion Cyclotron Resonance, FT-ICR)
イオンを静電場と静磁場のかかったセルに導入し、イオン運動を励起するための高周波電圧を印加してイオンの周回周期を検出し、サイクロトロン条件から質量を算出するものである。極めて高分解能でありミリマス測定が可能であるが、価格が高い。
加速器質量分析 (Accelerator Mass Spectrometry, AMS)
加速器を利用し、物質を通過する際のエネルギー損失率の差などを利用して同重体などを除去し、特定の原子のみを計測するものである。考古学での炭素年代測定などに利用される。加速器を利用するため、非常に大掛かりな装置となる。
タンデム型
上記の分析法を複数組み合わせる方法である。まず第一の質量分離部で特定のイオンだけを取り出し、これを何らかの手段で開裂させ、生じたフラグメントイオンを第二の質量分離部で分析する。イオントラップとFT-ICRは単一の装置でこのフラグメントイオンの分析が可能である。試料が混合物の時や生体分子の構造解析などに利用される。一般に MS/MS （エムエスエムエス）と呼びあらわす。

### 検出部
分析部で選別されたイオンを電子増倍管やマイクロチャンネルプレートで増感して検出する。ファラデーカップで検出してカウントする形式もある。増倍管の数により、単一チャネル検出器あるいはマルチチャネル検出器と呼称される。
- 電子増倍管
- 電子増倍管の原理
- ファラデーカップ

### データ処理部

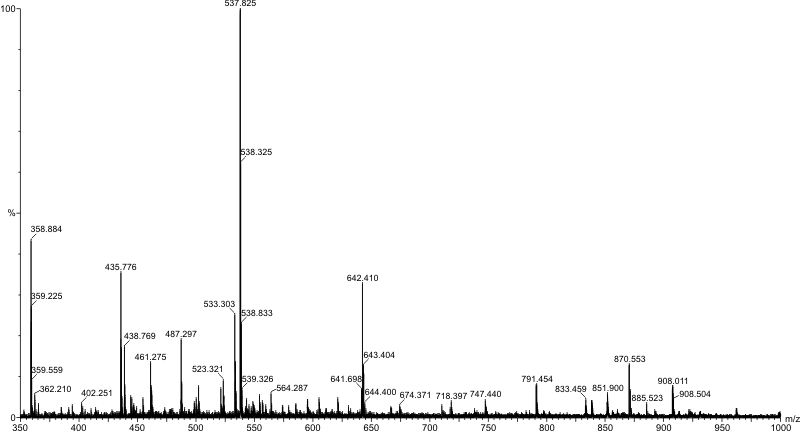
ペプチド混合物の質量分析結果の例

得られたデータからマススペクトルを作製する。また、多くの化合物（タンパク質など生体分子を含む）についてはマススペクトルのデータベースが作成されており、これと比較することで容易に試料の同定ができるようになっている。